# L'innocenza tra la Virtù e il Vizio
L'innocenza tra la Virtù e il Vizio (L'Innocence entre le Vice et la Vertu) è un dipinto di storia di Marie-Guillemine Benoist, esposto per la prima volta al Salone di Parigi del 1791.

## Storia
Il quadro, conservato dall'artista, passò dopo la sua morte ai suoi eredi. Nel 1914, quando Marie-Juliette Ballot pubblicò la prima monografia dedicata a Marie-Guillemine Benoist, l'opera era di proprietà della pronipote dell'artista Thérèse Benoist d'Azy (1858-1940), marchesa de l'Espinay, consorte di Zénobe Alexis de Lespinay, che allora conservava il quadro nel suo castello di Azy. Attraverso sua figlia Jacqueline de Lespinay (1889-1977), sposata con Léopold de Croÿ, principe di Croÿ-Solre, in seguito il quadro passò ai Croÿ-Solre.
Il 9 dicembre del 2000, L'innocenza tra la Virtù e il Vizio venne venduta all'asta a Parigi per l'equivalente, secondo Artnet, di 53.585 dollari statunitensi.

## Descrizione
Una giovane bionda che indossa una tunica bianca all'antica, una personificazione dell'innocenza, viene condotta verso destra dalla Virtù, incarnata da una donna avvolta in un lungo manto blu, in direzione di un tempio situato in cima a una montagna. D'altro canto, a sinistra si trova il Vizio, raffigurato come un giovane con una tunica blu, che cerca di afferrare il velo dell'Innocenza.